# Pyŏkkye Chŏngsim
Pyŏkkye Chŏngsim (zm. ok. 1492) – koreański mistrz sŏn. Uczeń i spadkobierca Dharmy mistrza Kugoka Kakhuna.

## Życiorys
We wczesnej młodości udał się do Chin Mingów, gdzie praktykował chan i pielgrzymował po wielu klasztorach. W Chinach był uczniem mistrza chan ze szkoły linji - Zhongdonga.
Po powrocie do Korei trafił akurat na okres największych prześladowań buddyzmu. Jedna z opowieści o nim stwierdza, że został zmuszony do oddania szaty i zostania świeckim człowiekiem, a druga – że później zmuszony był ukrywać się ze swoją żoną i dziećmi w górach (na górze Hwang'ak). W związku z tym przekaz Dharmy przez Kugoka do Ch'ŏngsima może być sfabrykowany, gdyż według opowieści Ch'ŏngsim został uczniem Kugoka, gdy mistrz leżał już na łożu śmierci.
W każdym razie jedynym pewnym faktem jest przekaz sŏnu do Pyŏksonga Chiŏma i przekaz kyo (doktryny) do Chongyona Popchuna.
Prawie wszystkie linie przekazu Dharmy w Korei pochodzą od Chŏngsima, a tym samym od T'aego Poŭ. Czy tak było – nie ma absolutnej pewności. W każdym razie obaj byli mistrzami tradycji imje, czyli koreańskiego odpowiednika szkoły chan linji. Wydaje się, że była to jedyna tradycja sŏn w Korei, która przetrwała prześladowania, a stało się to dzięki wysiłkom mnichów-pustelników głęboko w górach.

## Linia przekazu Dharmy zen
Pierwsza liczba oznacza liczbę pokoleń mistrzów od 1 Patriarchy indyjskiego Mahakaśjapy.
Druga liczba oznacza liczbę pokoleń od 28/1 Bodhidharmy, 28 Patriarchy Indii i 1 Patriarchy Chin.
Trzecia liczba oznacza początek nowej linii przekazu w danym kraju.
- 56/29. Shiwu Qinggong (Shishi) (1272–1352)
  - 57/30/1. T'aego Pou (1301–1382) szkoła imje
    - 58/31/2.Hwanam Honsu (1320–1392)
      - 59/32/3. Kugok Kakhun (bd)
        - 60/33/4. Pyŏkkye Chŏngsim (zm. 1492?)
          - 61/34/5. Pyŏksong Chiŏm (1464–1534)
            - 62/35/6. Puyong Yŏnggwan (1485–1567)
              - 63/36/7. Sŏsan Taesa Ch'ŏnghŏ Hyujŏng (1520–1604)